# De scharlaken stad
De scharlaken stad is een roman van de Nederlandse schrijfster Hella Haasse. De eerste druk verscheen bij Em. Querido's Uitgeverij in 1952. In 1954 verscheen de eerste Engelse vertaling The Scarlet City en de Duitse vertaling Entheiligte Stadt.  In 2012 verscheen de 27e druk.

## Inhoud
Motto"Io dico, ch’a chi vive quel che muore
Quetar on puo disir, ne par s’aspeti
L’eterno al tempo, ove altri cangia il pelo"
"Ik zeg: aan het verlangen van wat leeft
Kan niet voldoen wat sterft, en de eeuwigheid
Heeft niets aan de huidrimpelende tijd"
Michelagniolo Buonarotti
Het verhaal van deze historische roman speelt zich af in Italië, gedurende de renaissance, eind 15e eeuw en begin 16e eeuw. Hoofdpersoon Giovanni Borgia is opgegroeid aan het pauselijk hof van Alexander VI. Hij is op zoek naar het geheim van zijn afkomst. Is hij een bastaard van de Borgia's en misschien een kind van de paus en zijn dochter Lucrezia Borgia? Het boek volgt de zoektocht van Giovanni en voert daarbij langs de renaissancehoven van Italië en het Vaticaan. Naast de Borgiafamilie spelen ook vele andere belangrijke personen uit genoemde bloeiperiode een rol in dit boek:
- Pietro Aretino
- Michelangelo Buonarroti
- Vittoria Colonna
- Niccolò Machiavelli
- Francesco Guicciardini